# Veress Mátyás
Veress Mátyás (1739. – 1809. december 2.) kolozsvári barokk festő.
Első felesége, Perger Krisztina, a templomfestéseknél segített neki. Második felesége Csűrös Anna az ismert kolozsvári szobrászcsaládból származott. Gyermekei közül kettő szintén festő lett.
Az 1770-es adóösszeírásnál a negyedik kategóriába sorolták. Az 1780-as években az Óvárban saját háza volt. 1808-ban azok között a polgárok között volt, akik megtagadták a sóút építése miatti megemelt adó kifizetését.

## Művei
- Haller-kastély, Kapjon: 5 allegorikus festmény a grófnő szobájába (1770)
- Küküllővár: a kastély díszítése (1775)
- Nagyalmás: a kastély díszítése (1776)
- Kerelőszentpál: a kastély díszítése (1776 körül)
- Székelyudvarhely: katolikus templom oltárának és szentélyének festése (1780-81)
- Erzsébetváros: Szent Erzsébet-kép az örmény nagytemplom főoltárára (1787)
- Erzsébetváros: Krisztus-kép a katolikus templomba (1790)
- Csíkrákos: Szentlélek eljövetele oltárkép
- Kolozsvár: a hét szabad királyi város címere és az Igazság allegóriája a városháza tanácstermébe (1795 körül)